# Joseph Franck
Pour les personnes ayant le même patronyme, voir Franck.
Joseph Franck, né à Bruxelles le 26 juin 1825 et mort à Saint-Josse-ten-Noode le 31 janvier 1883, est un graveur belge.
Il obtient une médaille d'or au Salon de Bruxelles de 1851. Quelques-unes de ses gravures sont conservées au Musée royal des Beaux-Arts d'Anvers, au Musée d'Arts de Nantes, et au Rijksmuseum Amsterdam.

## Biographie

### Famille
Joseph (François Joseph) Franck, né rue de la Putterie no 7 à Bruxelles le 26 juin 1825, est le fils de Nicolas Joseph Franck (1767-1839), natif de Clermont, commissionnaire, puis manœuvre maçon, et de Jeanne Gertrude Michiels (1786), mariés à Bruxelles le 14 octobre 1820. Deux de ses frères sont artistes : Jean Frédéric Maximilien (1811) est musicien et Jean Frédéric Auguste (Bruxelles 1827 - Bruxelles 1873) est sculpteur. Le 25 mars 1856, Joseph Franck épouse à Saint-Josse-ten-Noode, Marie Thérèse Élisabeth Lelong (née à Bruxelles en 1836). Le couple a au moins trois fils,,.

### Formation
Issu d'une famille modeste et orphelin de père à l'âge de treize ans, Joseph Franck est admis, à l'âge de neuf ans, à l'Établissement géographique de Bruxelles de Philippe Vandermaelen, afin d'y colorier des cartes et s'exercer à la lithographie. Ces activités lui permettent d'acquérir la précision et la netteté, qualités nécessaires à l'art de la gravure. Désireux de développer son talent, Joseph Franck devient élève de l'École de gravure créée à Bruxelles en 1836. Il y suit les cours de dessin dispensés par Hendrik Van der Haert et Paul Lauters et ceux de gravure sur bois donnés par Elwall et Henry Brown. En 1836, il s'inscrit également aux cours de l'Académie royale des beaux-arts de Bruxelles. Initialement décidé à devenir graveur sur bois, Joseph Franck s'oriente vers la gravure en taille- douce lorsque Luigi Calamatta prend la direction de l'École royale de gravure de Bruxelles recrute, en 1838, ses nouveaux élèves auxquels il donne également des leçons de dessin. Joseph Franck est l'un des élèves les plus avancés.
Joseph Franck se rend à Paris, où il fournit des planches au burin à quelques éditeurs, avant de revenir à Bruxelles pour participer au Prix de Rome belge ouvert à la gravure en 1848 et permettant au lauréat de recevoir une pension durant quatre ans, afin de se perfectionner à l'étranger. Sont en lice les élèves anversois d'Erin Corr : Joseph Bal et Pierre Jean Baptiste Van Reeth et les élèves de l'école bruxelloise de Calamatta : Jean-Baptiste Meunier, Joseph Demannez et Joseph Franck qui doivent réaliser un dessin de Faune d'après l'antique, puis le reproduire au burin. Le 30 octobre 1848 le prix de Rome est décerné à Joseph Bal. Bien qu'il soit second dans le nombre de voix attribuées par le jury, sa figure d'une grande régularité de burin et de soin dans la méthode, manque de souplesse et surtout de distinction. Cet échec le décide à reprendre le chemin de Paris et à y demeurer, lorsque, contre toutes ses attentes, le jury du Salon de Bruxelles de 1848 lui décerne une médaille de vermeil pour les deux planches qu'il a envoyées.

### Carrière
Après le Salon de Bruxelles de 1848, la reconnaissance du roi Léopold Ier qui acquiert L'Abondance de l'année 1847 hisse son auteur le peintre Jean-Baptiste Van Eycken au rang des peintres renommés. L'artiste, bruxellois comme Joseph Franck, s'intéresse au débutant et lui confie le dessin de plusieurs de ses toiles comme Sainte Cécile, qui figure au Salon d'Anvers de 1849, et Le Parmesan surpris dans son atelier par les soldats du connétable de Bourbon.
Élevé au rang de chevalier (1860), puis d'officier de l'ordre de Léopold (1872), Joseph Franck devient un graveur de renom et expose régulièrement aux salons triennaux belges et aux Salons de Paris jusqu'en 1880, de même qu'à l'Exposition universelle de 1862 à Londres. En 1864, il devient membre de la Classe des Beaux-arts de l'Académie de Bruxelles et l'année suivante membre agrégé de l'Académie royale des beaux-arts d'Anvers. En 1882, il devient correspondant de l'Institut de France.
Sa santé déclinant depuis quelques années, Joseph Franck  meurt, à l'âge de 47 ans rue de l'Ascension no 30 à Saint-Josse-ten-Noode, le 31 janvier 1883. Les déclarants du décès sont Jean Franck, âgé de 26 ans, employé et Joseph Demannez, 56 ans, graveur, respectivement fils et ami du défunt,.

## Œuvre

### Caractéristiques
En 1844, Joseph Franck grave une Descente de croix d'après Giottino, suivie de deux œuvres plus approfondies : un des bas-reliefs de la frise des Chanteurs de Luca della Robbia et le Profil de Battista Sforza, d'après Piero della Francesca. Le rôle du peintre Jean-Baptiste Van Eycken est décisif dans la carrière de Joseph Franck. Le peintre confie au débutant le soin de dessiner plusieurs de ses toiles comme Sainte Cécile et une grande planche intitulée Le Parmesan surpris dans son atelier par les soldats du connétable de Bourbon, auquel Van Eycken met la dernière main à la gravure de Franck. 
Selon Henri Hymans, la planche burinée de manière peu commune par Joseph Franck témoigne de ses progrès après 1848. Même s'il abuse des longues tailles et néglige parfois la finesse dans sa poursuite d'une régularité excessive, ces défauts ne nuisent pas aux qualités réelles de son œuvre. Les qualités de Joseph Franck voient leur reconnaissance lors de l'obtention d'une médaille d'or au Salon de Bruxelles de 1851, où il a envoyé quatre œuvres d'après Van Eycken. Ensuite, il grave les tableaux d'autres peintres comme Joseph Van Lerius, dont Paul et Virginie est considéré comme la meilleure gravure de Joseph Franck, qui assied sa réputation, confortée par Un regret d'après Alexandre Robert envoyé à l'Exposition universelle de 1855 à Paris. Parmi ses œuvres notables, figurent La Glycine d'après Jean-François Portaels (1866) et Le Prisonnier (1869), d'après Jean-Léon Gérôme, La Descente de croix d'après Rubens, commencée par Erin Corr et terminée en 1873 par Joseph Franck, Saint Martin d'après van Dyck (1860) et L'Ensevelissement du Christ d'après Quentin Metsys (1880),.
Le quotidien L'Indépendance belge commente les œuvres que Joseph Franck a exposées au Salon de Bruxelles de 1860 : « M. Franck a fait une fort jolie planche, d'après le non moins joli tableau de M. Van Lerius : Paul et Virginie. Les tons fins et transparents de la peinture ont été rendus avec beaucoup de bonheur par le graveur, au moyen de tailles moelleuses et colorées. Les parties éclairées et les demi-teintes sont rendues avec un égal succès dans cette estampe, où l'artiste a prouvé qu'il entend parfaitement les jeux de la lumière. On remarque également de M. Franck un bon portrait de M. le comte de Morny, d'après M. Alexandre Robert et un dessin du spirituel tableau de M. Hermann Kretzschmer : Les Premiers pantalons qui obtint beaucoup de succès à l'exposition de 1857. Quant au dessin du Saint Martin de Zaventem, il n'est pas dans le sentiment de la peinture de van Dyck, et nous conseillons à M. Franck de le revoir avant d'exécuter sa gravure »

### Expositions

#### Belgique
- Salon de Bruxelles de 1845 : Contour d'après Giottino (gravure)[16].
- Salon d'Anvers de 1846 : Gravure au trait d'après Giottino[17].
- Salon de Bruxelles de 1848 : quatre gravures : Un bas-relief d'après Luca della Robbia, Portrait de femme, Une tête de saint et La Circoncision[18].
- Salon d'Anvers de 1849 : un dessin : Sainte Cécile, d'après le tableau de M. Van Eycken et deux gravures : Portrait de femme et Bas-relief, Luca della Robbia[19].
- Salon de Bruxelles de 1851 : une gravure : Le Parmesan surpris dans son atelier, d'après M. J. Van Eycken et trois dessins d'après J. Van Eycken : Ossian et Malvina, La Blonde et La Brune[20].
- Salon d'Anvers de 1852 : Paul et Virginie (dessin d'après le tableau de M. Van Lerius) et Le Parmesan surpris dans son atelier par des brigands, à la vue de son œuvre ils se retiennent (gravure d'après le tableau de M. Van Eycken)[21].
- Salon de Gand (XXII) de 1853 : Un regret (dessin d'après le tableau de M. Robert, appartenant au Musée de Gand)[22].
- Salon de Bruxelles de 1854 : Paul et Virginie, dessin d'après le tableau de M. J. Van Lerius, Portrait de M.A.V., dessin d'après le tableau de M. A. Robert, Le Père Claver, missionnaire espagnol, apôtre des esclaves nègres à Carthagène (Amérique) et Portrait de M. Henri Conscience, gravure d'après M. Louis Tuerlinckx[23].
- Salon d'Anvers de 1855 : Un regret d'après A. Robert (gravure), La Fontaine aux Amours (dessin d'après le tableau de Picou) et Portrait de M. H. Conscience (gravure d'après un dessin de M. Louis Tuerlinckx)[24].
- Salon de Bruxelles de 1857 : Judas errant pendant la nuit de la condamnation du Christ (gravure d'après le tableau de M. Alexandre Thomas)[25].
- Salon d'Anvers de 1858 : Le Premier pantalon (gravure d'après le tableau de M. Hermann Kretzschmer)[26].
- Salon de Gand (XXIV) de 1859 : Paul et Virginie (dessin d'après le tableau de M. Van Lerius), Un regret d'après A. Robert (gravure) et Judas errant pendant la nuit de la condamnation du Christ (gravure d'après le tableau de M. Alexandre Thomas)[27].
- Salon de Bruxelles de 1860 : Paul et Virginie, d'après Van Lerius, Portrait de M. le comte de Morny, d'après Alexandre Robert, Les Premiers pantalons (dessin d'après M. Hermann Kretzschmer) et Saint Martin de Zaventem, dessin d'après van Dyck[15].
- Salon d'Anvers de 1861 : Paul et Virginie (gravure au burin d'après le tableau de M. J. Van Lerius)[28].
- Salon de Gand (XXV) de 1862 : Paul et Virginie (gravure au burin d'après le tableau de M. J. Van Lerius)[29].
- Salon de Bruxelles de 1863 : cadre contenant Lia et Rachel (dessin d'après M. Portaels) et La Fornarina (dessin d'après Raphaël), Le Christ sur les genoux de sa mère (gravure d'après van Dyck), La Vierge au lys (gravure d'après Léonard de Vinci) et Moines chantant (dessin d'après M. Alexandre Robert)[30].
- Salon de Bruxelles de 1866 : Portrait de S.M. l'impératrice du Mexique (gravure d'après M. Eugène Devaux), La Glycine (gravure d'après le tableau de M. J Portaels) et Le Prisonnier (dessin d'après le tableau de M. Gérôme)[31].
- Salon d'Anvers de 1867 : La Glycine (gravure d'après le tableau de M. J Portaels) et La Vierge au lys (gravure d'après Léonard de Vinci)[32].
- Salon de Bruxelles de 1869 : Le Prisonnier (dessin d'après le tableau de M. Gérôme).
- Salon d'Anvers de 1870 : Le Prisonnier (dessin d'après le tableau de M. Gérôme)[33].
- Salon de Gand (XXVIII) de 1871 : Le Christ sur les genoux de sa mère (gravure d'après van Dyck)[34].
- Salon de Bruxelles de 1872 : Saint Martin (gravure d'après le tableau d'Antoine van Dyck à l'église de Zaventem) et La descente de croix (gravure d'après le tableau de P.P. Rubens à la cathédrale N.D. d'Anvers)[35].
- Salon de Bruxelles de 1875 : Un regret d'après A. Robert (dessin)[36].
- Salon de Gand (XXXI) de 1880 : Le Christ mis au tombeau (gravure d'après le tableau de Quentin Metsys au Musée d'Anvers)[37].
- Salon de Bruxelles de 1881 : Le Christ mis au tombeau (gravure d'après le tableau de Quentin Metsys au Musée d'Anvers)[38].

#### France
- Exposition universelle de 1855 : Portrait de M. A. V. , d’après M. Robert ; dessin, et Un cadre contenant 4 gravures : 1° Bas-relief, d’après Luca della Robia 2° Le regret d’un moine, d’après A. Robert 3° Portrait de M. Conscience (auteur flamand) 4° Portrait de femme, d’après un tableau italien[39].
- Salon de Paris de 1863 : Paul et Virginie, d’après M. Van Lerius, Le Christ sur les genoux de sa mère, d’après Van Dyck et La Vierge au Lys, d’après Léonard de Vinci (médaille de 2e classe)[39].
- Salon de Paris de 1864 : Le Prisonnier, d’après M. Gérôme ; dessin et Les Chanteurs, d’après le bas-relief de Luca della Robbia[39].
- Salon de Paris de 1865 : Portrait de l’Impératrice du Mexique, d’après M. E. Devaux[39].
- Salon de Paris de 1866 : Judas errant, d’après M. A. Thomas et La Glycine, d’après M. Portaëls[39].
- Salon de Paris de 1868 : Le Prisonnier, d’après M. Gérôme[39].
- Salon de Paris de 1873 : Descente de Croix, d’après Rubens[39].
- Salon des artistes français de 1880 : Une gravure : Le Christ au tombeau, d’après Quentin Metzys, triptyque du musée d’Anvers[39].

#### Allemagne
- Exposition de Berlin de 1872 : médaille d'or[40].

### Collections muséales
- Musée royal des Beaux-Arts d'Anvers, Judas errant pendant la nuit de la condamnation du Christ, encre sur papier, format 33,5 × 39 cm, inventaire no 1823bis/28[41].
- Musée d'Arts de Nantes : Le Prisonnier (1869), d'après Jean-Léon Gérôme[42].
- Rijksmuseum Amsterdam : dix gravures[43].

## Honneurs
- Chevalier de l'ordre de Léopold (14 décembre 1860)[44].
- Officier de l'ordre de Léopold (3 novembre 1872)[44].
- Chevalier de l'ordre du Lion néerlandais 31 octobre 1872[40].
- Chevalier de l'ordre de François-Joseph[11].